# Фридрихово (Ґолюбсько-Добжинський повіт)
Фридрихово (пол. Frydrychowo) — село в Польщі, у гміні Ковалево-Поморське Ґолюбсько-Добжинського повіту Куявсько-Поморського воєводства.
Населення — 481 особа (2011).
У 1975-1998 роках село належало до Торунського воєводства.

## Демографія
Демографічна структура станом на 31 березня 2011 року:
|          | Загалом | Допрацездатний вік | Працездатний вік | Постпрацездатний вік |
| -------- | ------- | ------------------ | ---------------- | -------------------- |
| Чоловіки | 238     | 48                 | 171              | 19                   |
| Жінки    | 243     | 60                 | 144              | 39                   |
| Разом    | 481     | 108                | 315              | 58                   |